# حرة الرشراشية
حرة الرشراشية يقع القصر في القريات شمال المملكة العربية السعودية.

## الوصف
يبعد الموقع عن القريات حوالي 16 كم إلى جهة الشمال، والطريق إليه غير معبد. وهو عبارة عن أساسات قديمة ومدافن ومجموعة كبيرة من الحجارة التي تحتوي على النقوش والكتابات موزعة في عدة مواقع من المكان وتعتبر من المواقع الغنية بالآثار والتي تحتاج إلى عمل الدراسات والبحث لمعرفتها وتوثيقها وتحتاج أيضاً إلى الحماية من العبث الذي يطولها بعمل سياجات كما في مواقع أخرى.